# Schisandra longipes
Schisandra longipes là một loài thực vật có hoa trong họ Schisandraceae. Loài này được (Merr. & Chun) R.M.K.Saunders mô tả khoa học đầu tiên năm 2000.